# Serneke

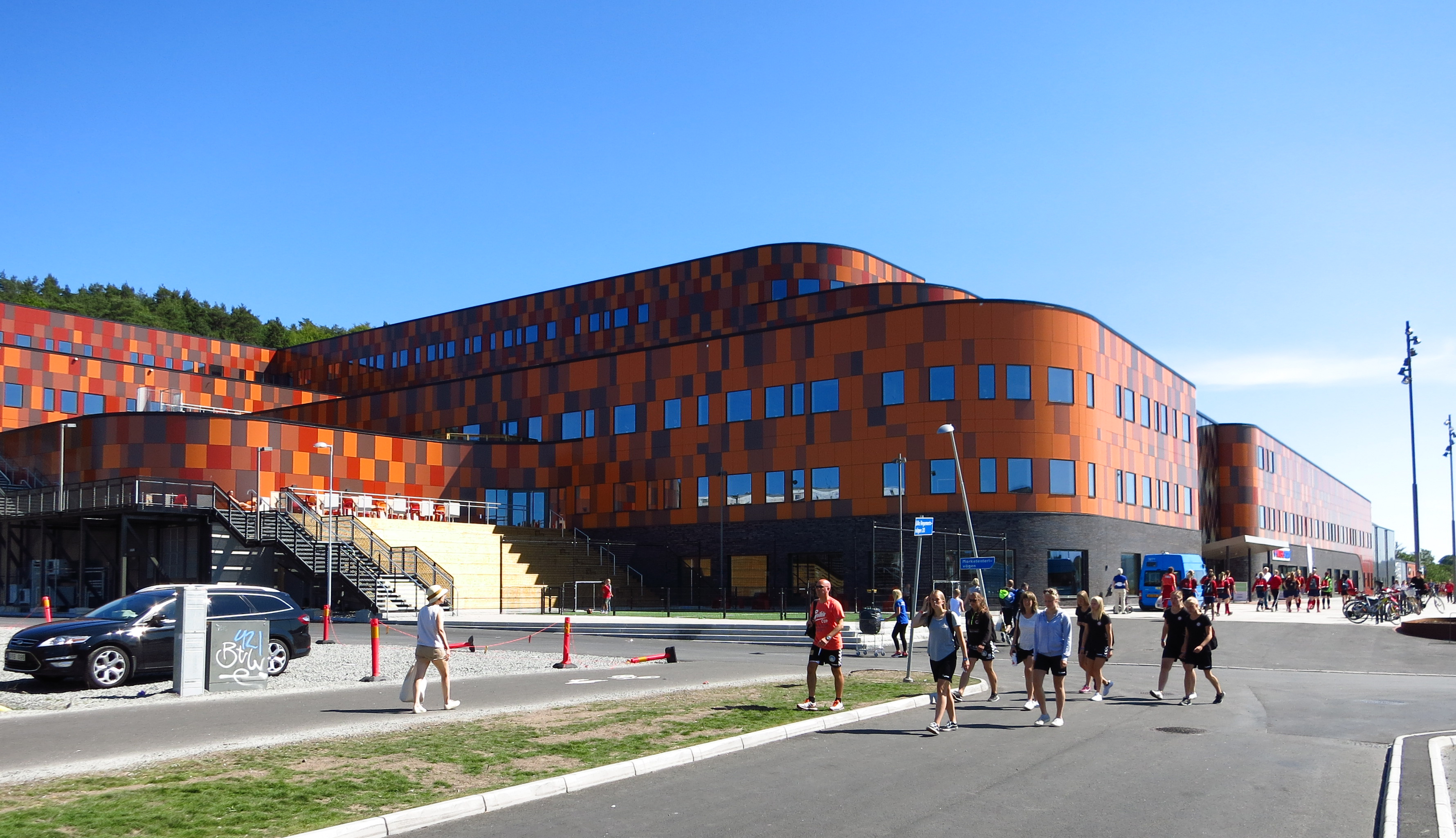
Prioritet Serneke Arena, 2015

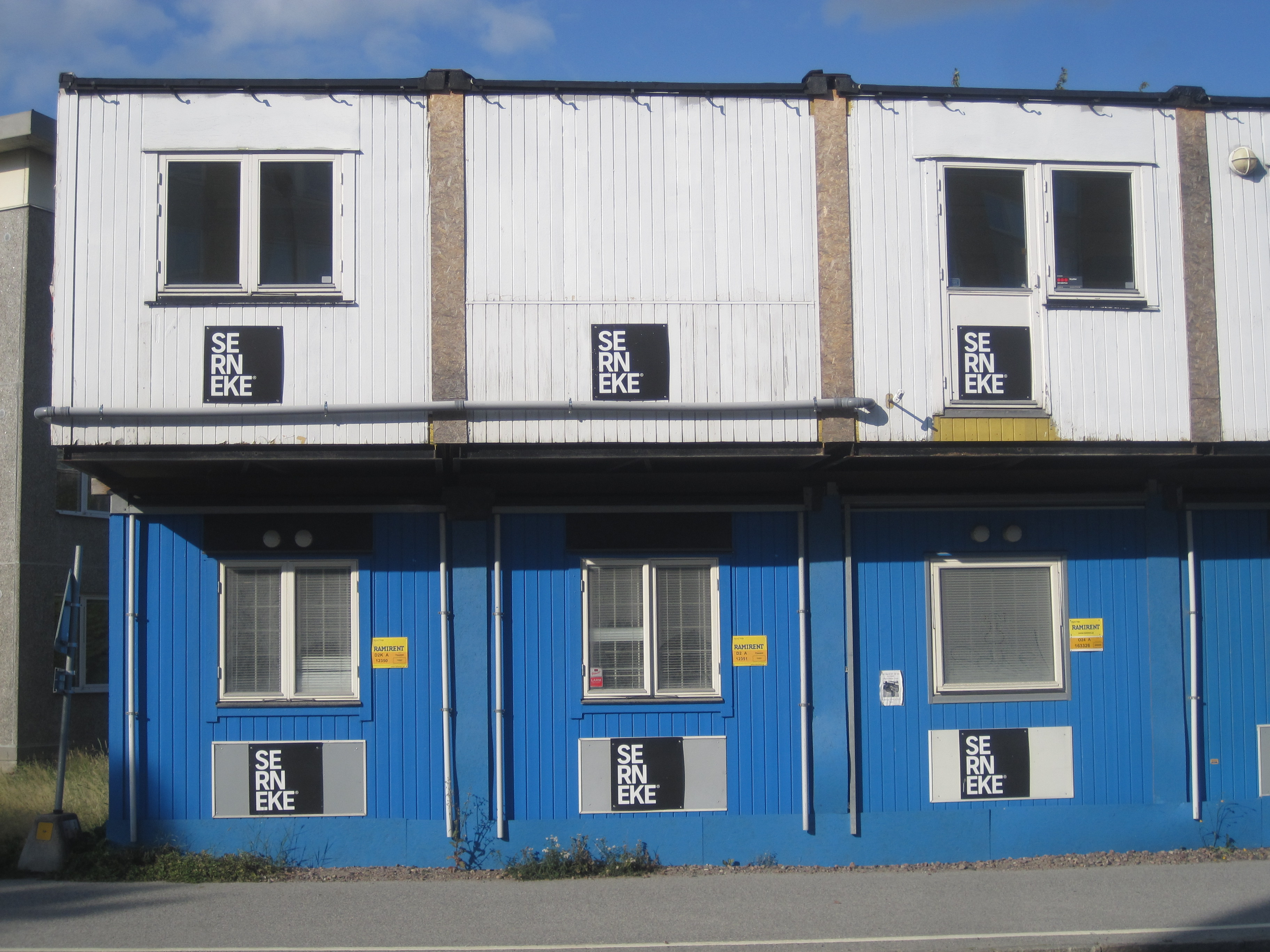
Byggbodar från Serneke vid en byggarbetsplats i Lund 2015.

Serneke Group AB ([²sæːɳˌeːkɛ]) är en koncern inom entreprenad- och projektutveckling. Företaget grundades 2002 med huvudkontor i Göteborg och har sin huvudsakliga verksamhet i Sverige. Varumärket Serneke representerar dels Serneke Sverige AB och dels DOXA Projektutveckling (fd Serneke Invest). Totalt ingår mer än 150 bolag i Serneke Group (2025).

## Historik
Serneke grundades i Göteborg 2002 av Ola Serneke och Andreas Fagerberg som Serneke Fagerberg Bygg & Konsult AB. År 2008 bytte företaget namn till SEFA. I en omprofilering 2014 fick bolaget sitt nuvarande namn Serneke efter dess grundare. I november 2016 börsnoterades Serneke på Nasdaq Stockholm.

### Kontroverser
Den 24 februari 2021 avgick Ola Serneke som VD och koncernchef
, samt lämnade sin post som ledamot i bolagets styrelse. Detta till följd av Ola Sernekes inlägg i diskussionsforum under pseudonym.

### Försäljning av Serneke Sverige
Dotterbolaget Serneke Sverige, där den huvudsakliga verksamheten genomförs, förvärvades av Doxa AB år 2023 och avnoterades från Stockholmsbörsen med sista handelsdag den 5 juli 2023 och skildes därmed från Serneke Group.
2024 hade Serneke Sverige AB huvudkontor i Göteborg och tre regionala kontor i Malmö, Göteborg och Norrköping.
Serneke Sverige förvärvades efter ekonomiska svårigheter av Mutares den 29 juni 2024, 
 innan de ansökte om konkurs ett halvår senare.

## Kända projekt
Ett av Sernekes största och mest kända projekt är egenutvecklade Karlastaden med Nordens högsta byggnad Karlatornet i Göteborg. Karlatornet är 246 meter högt och inrymmer bland annat kontor, hotell och 611 lägenheter. Byggstart var 2018 och färdigställandet skedde hösten 2024.
Ett annat stort projekt bolaget står bakom är Prioritet Serneke Arena i Göteborg. Arenan är Nordens största multisportanläggning och invigdes sommaren 2015. Arenan rymmer bland annat skidanläggning inomhus, fotbollsplan, hotell och skolor.  Andra kända projekt är Campus Eskilstuna och Kongahälla Center.